# Christelle Lassort
Christelle Lassort, née le 10 mars 1979 à Limoges, est une violoniste française.

## Biographie

### Enfance
Christelle Lassort découvre la musique et le violon à l'âge de six ans et convainc ses parents de la préparer au Conservatoire (CRR de Limoges) où elle obtient une médaille d'or de violon. Elle poursuit ses études musicales au CNR de Boulogne puis au conservatoire du 7e arrondissement de Paris et obtient un prix de la ville de Paris, en violon et quatuor à cordes.

### Carrière
Violoniste pour divers orchestres symphoniques ou à cordes, sa carrière prend un tournant en 2005 avec la rencontre des frères Puaux qu'elle rejoindra au sein du groupe Narrow Terence, enregistrera trois albums et écumera ses premières scènes parisiennes.
En 2009, elle participe à l'enregistrement de in the Mood for Life, le troisième album de Wax Tailor qu'elle accompagnera en tournée mondiale. La même année, elle participe à l'enregistrement et aux arrangements cordes de Nico Teen Love, le second album du groupe de Teen pop français BB Brunes.
En 2010, elle réalise les arrangements cordes du titre So Much Trouble du 2e album d'Izia et l'accompagne occasionnellement sur scène. La même année, elle rencontre la chanteuse française Camille et le compositeur Clément Ducol, et participe à l'enregistrement de l'album Ilo Veyou, et collabore avec eux sur de nombreux projets/ tournées depuis.

En 2013, elle fonde le groupe VACΛRME avec ses complices Gaspar Claus (violoncelle) et Carla Pallone (violon). Le Printemps de Bourges leur confie la création 2013 du festival de musique. Ils créeront ainsi au théâtre Jacques-Cœur trois concerts uniques avec les artistes Barbara Carlotti, Youssoupha et Rover. 
En 2015, elle signe sur sounds Like yeah, le label cofondé par Laurent Garnier, Nicolas Galinas et Arthur Durigon en 2014, le remix d'un titre de Narco Terror sur leur maxi 33t éponyme. 
Elle écrit pour Izia, les arrangements du titre "Les Ennuis" (duo avec Orelsan), sur l'album La Vague.
Elle collabore avec de nombreux artistes dont Camille, Rone, Flavien Berger, Vincent Delerm , Clément Ducol , EZ3kiel, Syd Matters, Mélanie Pain, Piers Faccini, Albin de la Simone, La Grande Sophie, Jeanne Cherhal, Catherine Ringer, Aquaserge, Julien Gasc, Chassol, Maud Lübeck, The Rodeo, Rover, François and The Atlas Mountains, Adrien Gallo, Nicolas Maury, Mansfield Tya, Vincent Delerm, Lisa Ducasse , Clou, Mina Tindle, Jaune, Raphaelle Lanadère, Vendredi Sur Mer, Clara Luciani , Aurélie Saada, Etienne Daho, Laurent Voulzy, Alain Souchon, Diana Krall, David Foster, Warren Ellis, Arthur H, Jonathan Morali, Olivier Marguerit, Eric Neveu, Paul Sabin, Feu Chatterton, Yael Naïm, Cats On Trees, Vanessa Paradis, Discodéine, Matthieu Chedid, Louis Chedid . . . 

## Discographie

### AvecNarrow Terence
- 2007 : Low Voice Conversation
- 2010 : Narco Corridos
- 2013 : Violence With Benefits
- 2017 : Rumble-O-Rama

### Participations
- 2003 : Thomas Winter et Bogue de Thomas Winter et Bogue
- 2004 : Anachromic de Sayag Jazz Machine
- 2005 : Heaven is not big enough de Superkable
- 2006 : BangkokRiot de Nelson
- 2008 : BaTTleField de EZ3kiel
- 2009 : in the Mood for Life de Wax Tailor
- 2009 : Nico Teen Love de BB Brunes
- 2009 : My Name de Mélanie Pain
- 2009 : Shades Of Grey de The Sugar Plum Fairy
- 2010 : Hoping for the invisible to ignite de Farewell Poetry
- 2011 : EZ3kiel and The Naptaline Orchestra de EZ3kiel
- 2011 : Concorde de (please) don't blame mexico
- 2011 : So Much Trouble de Izia
- 2011 : Nyx de Mansfield Tya
- 2011 : ilo veyou, de Camille
- 2012 : Long Courrier, de BB Brunes
- 2012 : Fortify your innocence, de Erevan Tusk
- 2013 : ilo Lympia, de Camille
- 2013 : Re(Cord), de La Grande Sophie
- 2013 : Bright Days Ahead, de Quentin Sirjacq
- 2013 : Reel to Reel (Bonus Album), de Rover
- 2014 : Histoire de J., de Jeanne Cherhal
- 2014 : Gemini, de Adrien Gallo
- 2015 : Narco Terror, de Narco Terror
- 2015 : La Vague, de Izia
- 2015 : La musica del diavolo, de The Rodeo
- 2016 :  A présent, de Vincent Delerm
- 2016 :  Luxe, de Stranded Horse
- 2016 :  Brassens sur Parole(s), de Louis Chedid